# Министерство труда и социальной защиты Российской Федерации
Министерство труда и социальной защиты Российской Федерации (Минтруд России) — федеральный орган исполнительной власти, осуществляющий функции по выработке государственной политики и нормативно-правовому регулированию в сфере демографии, труда, качества и уровня жизни и доходов, оплаты труда, пенсионного обеспечения, включая негосударственное пенсионное обеспечение, социального страхования, условий и охраны труда, социальной защиты, социального обслуживания и социального обеспечения, а также по управлению государственным имуществом и оказанию государственных услуг в установленной сфере деятельности.

## История
До 1996 года существовали:
- Министерство социальной защиты населения РФ, управления социальной защиты населения в регионах, отделы социальной защиты населения — в городах и районах,
- Министерство труда РФ и соответствующие отделы в регионах.

В 1996 году Министерство социальной защиты населения РФ и Министерство труда РФ были объединены в Министерство труда и социального развития РФ, региональные службы также были объединены.
В 2004 году Министерство труда и социального развития РФ было объединено с Министерством здравоохранения РФ в Министерство здравоохранения и социального развития РФ.
Министерство здравоохранения и социального развития Российской Федерации было вновь разделено на Министерство здравоохранения Российской Федерации и Министерство труда и социальной защиты Российской Федерации указом президента Российской Федерации от 21 мая 2012 года № 636.

## Функции Минтруда
Минтруд имеет право осуществлять правовое регулирование в следующих областях:
- качество и уровень жизни
- доходы населения
- труд
- оплата труда
- демография
- пенсионное обеспечение (включая негосударственное пенсионное обеспечение)
- социальное страхование (за исключением обязательного медицинского страхования)
- условия и охрана труда
- социальное партнёрство и трудовые отношения
- занятость населения и безработица
- трудовая миграция
- альтернативная гражданская служба
- государственная гражданская служба (кроме вопросов оплаты труда)
- социальное развитие
- социальная защита населения (в том числе социальной защиты семьи, женщин и детей, граждан пожилого возраста и ветеранов, граждан, пострадавших в результате чрезвычайных ситуаций)
- социальное обслуживание населения
- опека и попечительство в отношении совершеннолетних недееспособных или не полностью дееспособных граждан
- оказание протезно-ортопедической помощи
- реабилитация инвалидов
- проведение медико-социальной экспертизы

## Подведомственные органы исполнительной власти
- Федеральная служба по труду и занятости (Роструд).

## Подведомственные государственные фонды
- Фонд пенсионного и социального страхования Российской Федерации (СФР)

## Подведомственные организации

### Учреждения науки
1. Всероссийский научно-исследовательский институт труда (ФГБУ);
2. Научно-исследовательский институт труда и социального страхования (ФГБУ);
3. Межведомственный аналитический центр социальных инноваций (ФГБУ);
4. Новокузнецкий научно-практический центр медико-социальной экспертизы и реабилитации инвалидов Федерального медико-биологического агентства (ФГБУ);
5. Федеральный научный центр реабилитации инвалидов им. Г. А. Альбрехта (ФГБУ).

### Образовательные учреждения
1. Ивановский радиотехнический техникум-интернат
2. Калачёвский техникум-интернат
3. Кинешемский технологический техникум-интернат
4. Кунгурский техникум-интернат
5. Курский музыкальный колледж-интернат слепых
6. Межрегиональный центр реабилитации лиц с проблемами слуха (колледж) (Санкт-Петербург, Павловск)
7. Михайловский экономический колледж-интернат
8. Новокузнецкий государственный гуманитарно-технический колледж-интернат
9. Новочеркасский технологический техникум-интернат
10. Оренбургский государственный экономический колледж-интернат
11. Санкт-Петербургский институт усовершенствования врачей-экспертов Федерального медико-биологического агентства
12. Сиверский техникум-интернат бухгалтеров

### Федеральные учреждения медико-социальной экспертизы
- Федеральное государственное бюджетное учреждение «Федеральное бюро медико-социальной экспертизы» Министерства труда и социальной защиты Российской Федерации (ФГБУ ФБ МСЭ Минтруда России)

### Иные учреждения
1. Всероссийский научно-методический геронтологический центр (ФГБУ)
2. Реутовский экспериментальный завод средств протезирования (ФГУП)
3. Сергиево-Посадский детский дом слепоглухих (ФГБУ)[2]
4. Управление служебными зданиями и материально-техническим обеспечением (ФГБУ)
5. Уфимский завод металлических и пластмассовых изделий (ФГУП)

## Центральный аппарат
- Департамент комплексного анализа и прогнозирования
  - Отдел политики доходов и уровня жизни
  - Отдел анализа и статистики
  - Сводный отдел планирования и прогнозирования развития труда и социальной защиты
  - Отдел регионального развития
  - Отдел координации программ и научных исследований по труду и социальной защите
  - Отдел по взаимодействию с Федеральным Собранием Российской Федерации и Общественной палатой
  - Отдел по взаимодействию со средствами массовой информации

- Департамент демографической политики и социальной защиты населения
  - Отдел демографической политики и вопросов гендерного равенства
  - Отдел семейной политики
  - Отдел обеспечения социальных гарантий и мер социальной поддержки семей с детьми
  - Отдел политики в сфере социальной защиты населения и взаимодействия с региональными органами и неправительственными организациями
  - Отдел по делам ветеранов
  - Отдел организации социального обслуживания населения

- Департамент по делам инвалидов
  - Отдел методологии разработки и реализации программ в сфере реабилитации и социальной интеграции инвалидов
  - Отдел развития реабилитационной индустрии
  - Отдел политики в сфере обеспечения инвалидов техническими средствами реабилитации
  - Отдел развития сети подведомственных учреждений медико-социальной экспертизы
  - Отдел методологии медико-социальной экспертизы
  - Отдел по взаимодействию с общественными организациями инвалидов и мониторинга соблюдения прав инвалидов
  - Отдел социальной защиты граждан, пострадавших в результате чрезвычайных ситуаций

- Департамент оплаты труда, трудовых отношений и социального партнёрства
  - Отдел оплаты труда
  - Отдел трудовых отношений
  - Отдел развития квалификаций и профессиональных стандартов
  - Отдел развития социального партнёрства
  - Отдел мониторинга и анализа трудовых отношений

- Департамент условий и охраны труда
  - Отдел политики охраны труда
  - Отдел стандартов безопасности труда
  - Отдел мониторинга условий и охраны труда
  - Отдел регулирования специальной оценки условий труда

- Департамент занятости населения
  - Отдел правового регулирования в сфере занятости и альтернативной гражданской службы
  - Отдел программного планирования в сфере занятости населения
  - Отдел мониторинга и прогнозирования рынка труда
  - Отдел трудовой миграции
  - Отдел правового регулирования в сфере защиты от безработицы

- Департамент пенсионного обеспечения
  - Отдел регулирования пенсионного обеспечения
  - Отдел социальных выплат
  - Отдел пенсионного страхования
  - Отдел вопросов государственного обеспечения
  - Отдел вопросов совершенствования пенсионной системы

- Департамент развития социального страхования
  - Отдел социального страхования на случай временной нетрудоспособности и в связи с материнством
  - Отдел социального страхования от несчастных случаев на производстве и профессиональных заболеваний
  - Отдел методологии исчисления страховых взносов
  - Отдел администрирования уплаты страховых взносов

- Департамент развития государственной службы
  - Отдел реформирования и развития государственной службы
  - Отдел совершенствования мер по противодействию коррупции
  - Отдел профессионального развития кадрового состава
  - Отдел совершенствования государственного управления и мониторинга

- Департамент правового регулирования и международного сотрудничества
  - Отдел правового регулирования в сфере труда и занятости
  - Отдел правового регулирования в сфере социальной защиты населения и пенсионного обеспечения
  - Отдел договорно-судебной работы
  - Отдел правового регулирования социального обеспечения
  - Отдел международного сотрудничества
  - Отдел стран СНГ

- Финансовый департамент
  - Сводный отдел бюджетного планирования и прогнозирования
  - Отдел планирования и финансового обеспечения расходов социальной сферы
  - Сводный отдел расчётов, платежей и финансовой отчётности
  - Отдел бюджетного учёта, сводной бюджетной отчётности
  - Отдел обеспечения проведения процедур размещения государственных заказов
  - Отдел имущественных отношений
  - Отдел финансового контроля
  - Отдел методологии финансово-бюджетной политики, имущественных отношений, бюджетного учёта и отчётности

- Департамент управления делами
  - Общий отдел
  - Отдел контроля
  - Организационный отдел
  - Отдел государственной службы и кадров
  - Административно-хозяйственный отдел
  - Отдел по работе с обращениями граждан и организации приёма населения
  - Отдел сопровождения и развития информационных систем и ведения фонда алгоритмов и программ
  - Отдел профилактики коррупционных и иных правонарушений
- Департамент информационных технологий
  - Отдел информационной безопасности
  - Отдел эксплуатации информационных систем

## Руководство

### Министр
- Котяков Антон Олегович (с 21 января 2020)[3]
- Топилин Максим Анатольевич (21 мая 2012 — 15 января 2020, и. о. 8—18 мая 2018, 15—21 января 2020)

### Действующие заместители
- Баталина, Ольга Юрьевна (с 6 октября 2021) — первый заместитель
- Пудов Андрей Николаевич (с 17 июля 2012) — статс-секретарь[4]
- Абдулхалимов Магомед Султанович (с 2 декабря 2021)[5]
- Кожевников Александр Васильевич (с 18 января 2024)
- Платыгин Дмитрий Николаевич (с 21 февраля 2024)

### Ранее действующие заместители министра
- Вельмяйкин Сергей Федорович (1 марта 2013 — 9 июня 2015) —  первый заместитель
- Вовченко Алексей Витальевич (24 июня 2015 — 4 октября 2021) —  первый заместитель
- Лекарев Григорий Григорьевич (30 июня 2015 — 19 февраля 2020)
- Черкасов Алексей Анатольевич (15 июля 2015 — 21 марта 2020)
- Скляр Алексей Валентинович (25 июля 2018 — 28 июля 2022)
- Петрова Светлана Валентиновна (28 августа 2018 — 17 февраля 2020)
- Вуколов Всеволод Львович (6 апреля 2019 — 6 июня 2020)
- Мухтиярова Елена Вячеславовна (21 февраля 2020 — 17 мая 2024)
- Баталина Ольга Юрьевна (28 февраля 2020 — 4 октября 2021)
- Вовченко Алексей Витальевич (4 октября 2021 — 2 апреля 2025)

### Аппарат министра[6]
Помощники
- Кирьянова Анна Викторовна
- Лабутин Антон Владимирович
- Прохоров Павел Владимирович
- Саттарова Ирина Рустамовна - пресс-секретарь Министерства

## Совещательные и координационные органы[7]
- Рабочая группа по повышению качества оказания государственных услуг в социальной сфере с использованием системы межведомственного электронного взаимодействия
- Коллегия Министерства труда и социальной защиты Российской Федерации
- Контрольный совет Министерства труда и социальной защиты Российской Федерации
- Рабочая группа по выработке предложений по вопросам совершенствования механизмов обеспечения занятости инвалидов, стимулирования создания для них специальных рабочих мест
- Координационный совет по контролю за реализацией государственной программы Российской Федерации «Доступная среда» на 2011—2015 годы
- Координационный совет Минтруда России по гендерным проблемам
- Экспертный совет Минтруда России по вопросам демографического развития
- Рабочая группа Минтруда России по совершенствованию законодательства в сфере предоставления социальных услуг, включая санитарно-эпидимиологические правила и нормативы, а также развитию механизмов частно-государственного партнёрства